# Greg Burke
Greg Burke, właśc. Gregory Joseph Burke (ur. 8 listopada 1959 w Saint Louis) – amerykański dziennikarz, dyrektor Biura Prasowego Stolicy Apostolskiej w latach 2016–2018.

## Życiorys
Pochodzi z Saint Louis, w stanie Missouri. Ukończył dziennikarstwo na Uniwersytecie Columbia. Jest członkiem numerariuszem Prałatury Opus Dei.
Był korespondentem magazynu Time w Rzymie oraz korespondentem telewizyjnym sieci Fox News Channel. W czerwcu 2012 został mianowany doradcą ds. strategii komunikacyjnej jako specjalny konsultant Watykańskiego Sekretariatu Stanu. Współpracował z księdzem Federico Lombardim, ówczesnym dyrektorem Biura Prasowego Stolicy Apostolskiej, który kierował jednocześnie Radiem Watykańskim i Watykańskim Ośrodkiem Telewizyjnym. Od grudnia 2015 był zastępcą rzecznika prasowego Stolicy Apostolskiej.
11 lipca 2016 został mianowany dyrektorem Biura Prasowego Stolicy Apostolskiej (czyli rzecznikiem prasowym papieża). Urząd ten objął z dniem 1 sierpnia 2016 roku. Jego zastępcą została Paloma García Ovejero. 31 grudnia 2018 papież Franciszek przyjął jego rezygnację z funkcji. Z dniem 16 września 2019 objął funkcję dyrektora ds. Komunikacji IESE Business School.